# 胡志明市都市鐵路1號線電聯車
胡志明市都市鐵路1號線電聯車是胡志明市都市鐵路預計行駛於1號線的通勤型電聯車。

## 概要
胡志明市當局是在2001年提出興建都市鐵路，並且委託日本日立製作所進行總合評估，以及土木建設與設備製造，預計於2024年與1號線通車同時啟用。

## 外觀
車體採用日立製作所獨家製造鋁合金車體工法，A-train工法製造，單側設計有4扇車門，以增加旅客上下車速度。
列車車頭端面以水藍色弧形線條勾勒出現代感，列車車頭燈以及車尾燈皆設於擋風玻璃下緣兩側，擋風玻璃上緣中間設置了LED行先面板，列車側面線條則是由列車端面的塗色延伸。

## 車內設備
列車座椅為了方便清潔，使用FRP製作，座椅顏色統一採用淺藍色設計，吊環設計以三排排列，用以增加吊環數量，提升安全性，顏色同樣採用淺藍色，座位上方並沒有設置行李架。

## 車輛配屬
全數配屬於隆平車場

## 歷史
- 2008年
  - 胡志明市都市鐵路正式與日立製作所簽訂合約[9]。
- 2020年
  - 電聯車開始製造，但因COVID-19疫情引響，延遲運送交車。
  - 9月30日：第一組列車由日本山口縣港出發[3]。
  - 10月8日：第一組列車到達西貢港[10]。

## 外部連結
- Đường sắt đô thị Thành phố Hồ Chí Minh （页面存档备份，存于）胡志明市都市鐵路官網